# Hong Wang
Hong Wang, née en 1991, est une mathématicienne chinoise spécialisée dans l'analyse de Fourier et la théorie de la mesure géométrique. Elle a reçu le prix Maryam Mirzakhani New Frontiers en 2022.

## Jeunesse et éducation
Wang est née à Guilin, Guangxi, en Chine, en 1991. Ses parents sont tous deux enseignants dans une école secondaire du comté de Pingle. Elle a sauté deux classes pendant l'école primaire. En 2004, elle a fréquenté 桂林市桂林中學 (zh). En 2007, lorsqu'elle avait 16 ans, Wang a été admise en priorité à l'École des sciences de la Terre et de l'espace de l'Université de Pékin avec un score de 653 au Gaokao. Après un an, elle est transférée à l'École des sciences mathématiques. Elle a obtenu un diplôme de premier cycle en mathématiques (équivalent d'une licence) à l'Université de Pékin en 2011. Elle a ensuite rejoint l'école l'École polytechnique et obtenu en 2014 son diplome d'ingénieur et un master à l'Université Paris-Sud pendant sa 4e année d'école,. En 2019, elle a obtenu un doctorat en mathématiques du Massachusetts Institute of Technology sous la direction de Larry Guth.

## Carrière
Wang a été membre de l'Institute for Advanced Study de 2019 à 2021. Elle a ensuite rejoint l'Université de Californie à Los Angeles en tant que professeure adjointe de mathématiques. Elle est actuellement professeure associée au Courant Institute of Mathematical Sciences de l'Université de New York. Le 1er septembre 2025, Wang rejoindra l'Institut des Hautes Études Scientifiques en tant que professeure permanente de mathématiques.
Le 24 février 2025, Wang et son co-auteur Joshua Zahl ont publié une prépublication arXiv « Estimations de volume pour les unions d'ensembles convexes et la conjecture de l'ensemble de Kakeya en trois dimensions », dans lequel ils ont résolu la conjecture de Kakeya en trois dimensions. La conjecture générale de Kakeya a été décrite par Terence Tao comme « l'un des problèmes ouverts les plus recherchés en théorie de la mesure géométrique ». La preuve est considérée comme une avancée dans la théorie de la mesure géométrique,,.

## Prix et distinctions
Wang a reçu en 2022 le prix Maryam Mirzakhani New Frontiers, décerné « pour ses avancées sur la conjecture de restriction, la conjecture de lissage local et les problèmes connexes »,.